# Lo Castèl de Londras
Lo Castèl (en francès i oficial, Mas-de-Londres) és un municipi occità del Llenguadoc, situat al departament de l'Erau i a la regió d'Occitània.